# Ich Troje
Ich Troje (vertaald: Hun drieën) is een Poolse popgroep die werd opgericht in 1997 door tekstschrijver Michał Wiśniewski, componist Jacek Lagwa en zangeres Magda Pokora (later Magda Femme). In 2000 verliet Magda Femme de groep. Zij werd vervangen door Justyna Majkowska. De band met als boegbeeld de roodharige (daarna groenharige, daarna roze- en later oranjeharige en inmiddels weer roodharige) Wiśniewski, groeide in de daaropvolgende jaren uit tot de populairste band van Polen.
In die tijd gaf Ich Troje honderden concerten. Hun fans zijn van alle leeftijden: van kinderen tot bejaarden. Hun concerten zijn grote shows met veel attributen die popmuziek combineren met musical.

## Eurovisiesongfestival
Op 25 januari 2003 mocht het Poolse publiek voor het eerst bepalen wie de afvaardiging zou worden naar het Eurovisiesongfestival. Vooraf was Ich Troje al de favoriet, omdat de groep sinds juni 2001 reeds meer dan 1,5 miljoen platen had verkocht. Tijdens het songfestival zong de groep het lied Keine Grenzen - Żadnych granic (geen grenzen), door Michał Wiśniewski gedefinieerd als "het lied van de Europese eenwording". Dit is ook de reden dat het in drie talen gezongen werd: Pools, Duits en Russisch, talen van naties die lang tegen elkaar gestreden hebben. Polen werd zevende op het Eurovisiesongfestival van 2003.
Kort na het Eurovisiesongfestival van 2003 verliet Justyna Majkowska de groep. Ania Świątczak, de latere echtgenote van Michał, nam haar plaats in. Het jaar daarop viel de band uit elkaar, maar in 2005 besloten de leden toch weer samen verder te gaan.
Op het Eurovisiesongfestival 2006 werd Polen opnieuw vertegenwoordigd door Ich Troje, ditmaal met het lied Follow my heart. Ook de voormalige zangeressen van de groep, Magda Femme en Justyna Majkowska, verleenden samen met Real McCoy hun medewerking aan dit lied. Het mocht echter niet baten, want Polen eindigde voor de tweede maal op rij 11de in de halve finale, waardoor een finaleplaats net gemist werd. 
De groep bracht eind 2006 een nieuw album, "siedem grzechów glównych", uit. In 2008 verscheen hun album Osmy obcy pasazer.
1994: Edyta Górniak · 
1995: Justyna Steczkowska · 
1996: Kasia Kowalska · 
1997: Anna Maria Jopek · 
1998: Sixteen · 
1999: Mietek Szcześniak · 
2001: Piasek · 
2003: Ich Troje · 
2004: Blue Café · 
2005: Ivan & Delfin · 
2006: Ich Troje · 
2007: The Jet Set · 
2008: Isis Gee · 
2009: Lidia Kopania · 
2010: Marcin Mroziński · 
2011: Magdalena Tul · 
2014: Donatan & Cleo · 
2015: Monika Kuszyńska · 
2016: Michał Szpak · 
2017: Kasia Moś · 
2018: Gromee feat. Lukas Meijer · 
2019: Tulia · 
2021: Rafał · 
2022: Ochman · 
2023: Blanka · 
2024: Luna · 
2025: Justyna Steczkowska